# Slowakisches Institut
Das Slowakische Institut (slowakisch Slovenský Inštitút) ist das Kulturinstitut der Slowakei. Es untersteht dem slowakischen Außenministerium und widmet sich der Verbreitung und Förderung der slowakischen Sprache und Kultur.
Das erste Slowakische Institut wurde 1994 in Wien gegründet. Darauf folgten Gründungen in Berlin (1997), Rom (2002) und Paris (2001). Daneben bestehen Institute in Budapest, Moskau, Prag und Warschau. Diese bieten eine breite Palette von Veranstaltungen an, durch die die kulturellen Kontakte zwischen der Slowakei und den Partnerländern intensiviert werden sollen.